# Ksenia z Petersburga
Ksenia z Petersburga, błogosławiona (cs. Błażennaja Ksienia Pieterburgskaja) – święta Rosyjskiego Kościoła Prawosławnego.

## Życiorys
Urodziła się w latach 20. XVIII wieku, w znanej rodzinie. Po osiągnięciu pełnoletniości wyszła za mąż za pułkownika Andrzeja Fiodorowicza Pietrowa, który wkrótce zmarł, pozostawiając dwudziestosześcioletnią wdowę.
Śmierć męża mocno wpłynęła na młodą kobietę. Zapomniała jakby o ziemskich rzeczach i dla ludzi wydawała się być pozbawioną rozumu. Ksenia wybrała drogę szaleństwa Bożego. Wszystko, co miała, rozdała biednym, przebrała się w ubranie męża i zaczęła udowadniać ludziom, że zmarł nie on lecz jego żona – Ksenia Grigoriewna. Chodząc po ulicach Petersburga, często była obiektem szyderstw i poniżania. Po pewnym czasie mieszkańcy miasta przyzwyczaili się do jej obecności i wyglądu, a nawet zaczęli przynosić jej ciepłe ubranie i pieniądze. Ta jednak przyjmowała tylko najdrobniejsze datki, które natychmiast rozdawała biednym. Nie mając stałego miejsca zamieszkania, sypiała na polu za miastem, gdzie widywano ją, jak na kolanach modli się lub robi pokłony do ziemi na cztery strony świata.
Ksenia dostąpiła daru przepowiadania przyszłości – przewidziała, między innymi datę śmierci księżnej Elżbiety Pietrownej.
Zmarła w latach 90. XVIII wieku, mając 71 lat. Według legendy, przed śmiercią Ksenia miała wizję przedstawiającą ją i jej męża będących na zawsze razem w raju. Legenda chce przez to pokazywać, że ofiarne życie Kseni poświęcone miłości zmarłego męża było rzeczywiście skuteczne dla zbawienia dusz obydwojga. Jej ciało pogrzebano na cmentarzu Smoleńskim, a koło grobu zaczęły mieć miejsce cudowne uzdrowienia. W 1902 w tym miejscu zbudowano kapliczkę, istniejącą do dziś i przyciągającą licznych pielgrzymów zanoszących modlitwy do świętej. Uważana jest za najpopularniejszą świętą Petersburga i jedną z najbardziej czczonych świętych rosyjskich. W 1988 została kanonizowana przez Rosyjską Cerkiew Prawosławną.
Dzień wspomnienia świętej przypada na 24 stycznia.

## Patronat
Święta Ksenia jest szczególną orędowniczką przed Bogiem rodziców modlących się o to, by ich dzieci bez trudności przyswajały wiedzę.

## Ikonografia
W ikonografii święta przedstawiana jest jako nieco przygarbiona kobieta, odziana w brązową kurtkę, spod której widoczna jest czerwona sukienka. Na głowie ma chustę, zazwyczaj koloru białego, prawą rękę złożoną do modlitwy, a w lewej laskę. Niekiedy w tle ukazujących ją ikon widoczny jest fragment Sankt Petersburga, najczęściej Cmentarz Smoleński.